# Peter Rohe
Frank Peter Rohe (* 12. Dezember 1941 in Deutschland) ist ein deutscher Kameramann.

## Leben und Wirken
Rohe erlernte sein Handwerk mit Beginn der 1960er-Jahre sukzessive im Kopierwerk, im Trickfilmsektor, als Kameraassistent und als einfacher Kameramann. Weiterbildende Maßnahmen erfolgten im Bereich von Trick- und Spezialaufnahmen sowie in dem der Rückprojektion. Als Grundlage für die Herstellung von Spezialaufnahmen erlernte Rohe Grundkenntnisse im Segel- und Skisport, die er sowohl im Spiel- und Unterhaltungsfilm als auch in der Werbung und der Dokumentation anzuwenden wusste. Mit der gleichnamigen TV-Vorabendserie über einen gutmütigen Bernhardiner namens „George“ debütierte Rohe 30-jährig als Chefkameramann, er wirkte aber auch weiterhin bei so unterschiedlichen Filmen wie der Dieter-Hallervorden-Klamotte Ach du lieber Harry als auch bei Ingmar Bergmans Münchner Inszenierung Das Schlangenei und Loriots Komödie Ödipussi als einfacher bzw. zweiter Kameramann.
In seiner Karriere fotografierte Rohe ebenso Fernseh- wie Kinospielfilme und arbeitete mit so unterschiedlichen Regisseuren wie Rolf von Sydow, George Roy Hill, Michael Pfleghar, George Moorse, Marco Serafini und Sönke Wortmann zusammen. Bei zwei James-Bond-Filmen der 1980er-Jahre mit Roger Moore, In tödlicher Mission und Im Angesicht des Todes, fertigte er als Teammitglied der Willy Bogner-Second-Unit-Crew die Ski- bzw. Schneeaufnahmen an. Auch beim ersten Dalton-Bond Der Hauch des Todes war Rohe als Kameramann zusätzlicher Aufnahmen dabei. Zwischen den Bond-Produktionen zeichnete Rohe bei Bogners Feuer und Eis-Wintersportfilm als Co-Chefkameramann mitverantwortlich. Zuletzt gestaltete Peter Rohe als Chefkameramann die Optik der beliebten RTL-Actionserie Medicopter 117 – Jedes Leben zählt, ehe er sich zu Beginn des neuen Jahrtausends aus dem Beruf zurückzog.

## Filmografie
- 1962: Ein Münchner im Himmel (Kurzfilm)
- 1966: Das Portrait (Kurzfilm)
- 1972: George (Fernsehserie)
- 1972: Georgies tollkühne Abenteuer
- 1974: Bibi – Lustreport einer Frühreifen
- 1975: Butterflies
- 1985: Feuer und Eis
- 1987: S.A.M. – Reise durch die Zeit
- 1989: Rivalen der Rennbahn (Fernsehserie)
- 1994: Liebe am Abgrund
- 1994: Robert darf nicht sterben
- 1995: Durst nach Rache
- 1997: Küstenwache (Fernsehserie)
- 1998–2003: Medicopter 117 – Jedes Leben zählt